# Neonella nana
Neonella nana är en spindelart som beskrevs av Galiano 1988. Neonella nana ingår i släktet Neonella och familjen hoppspindlar. Inga underarter finns listade i Catalogue of Life.